# Wes Anderson

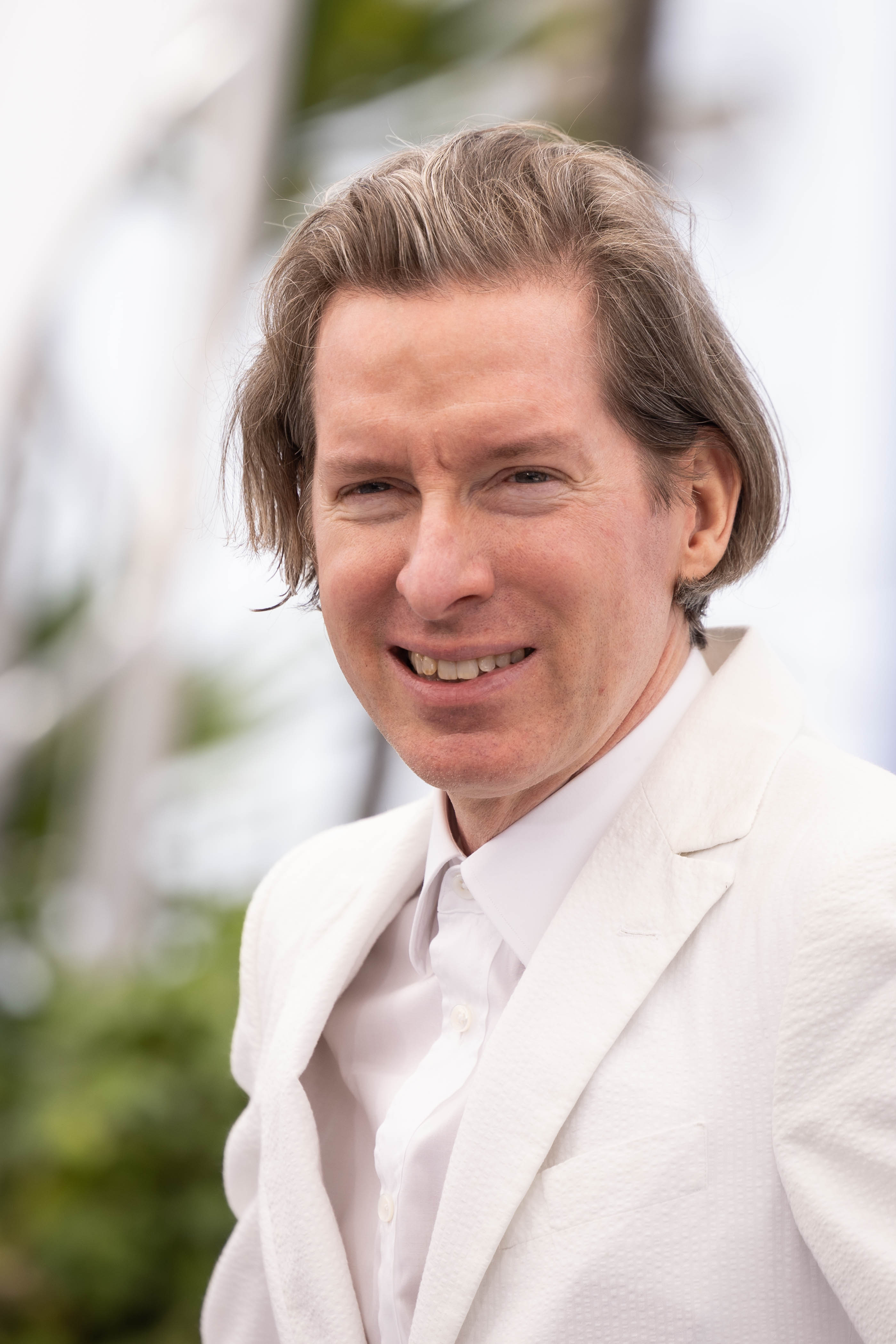
Wes Anderson bei den Internationalen Filmfestspielen von Cannes 2025

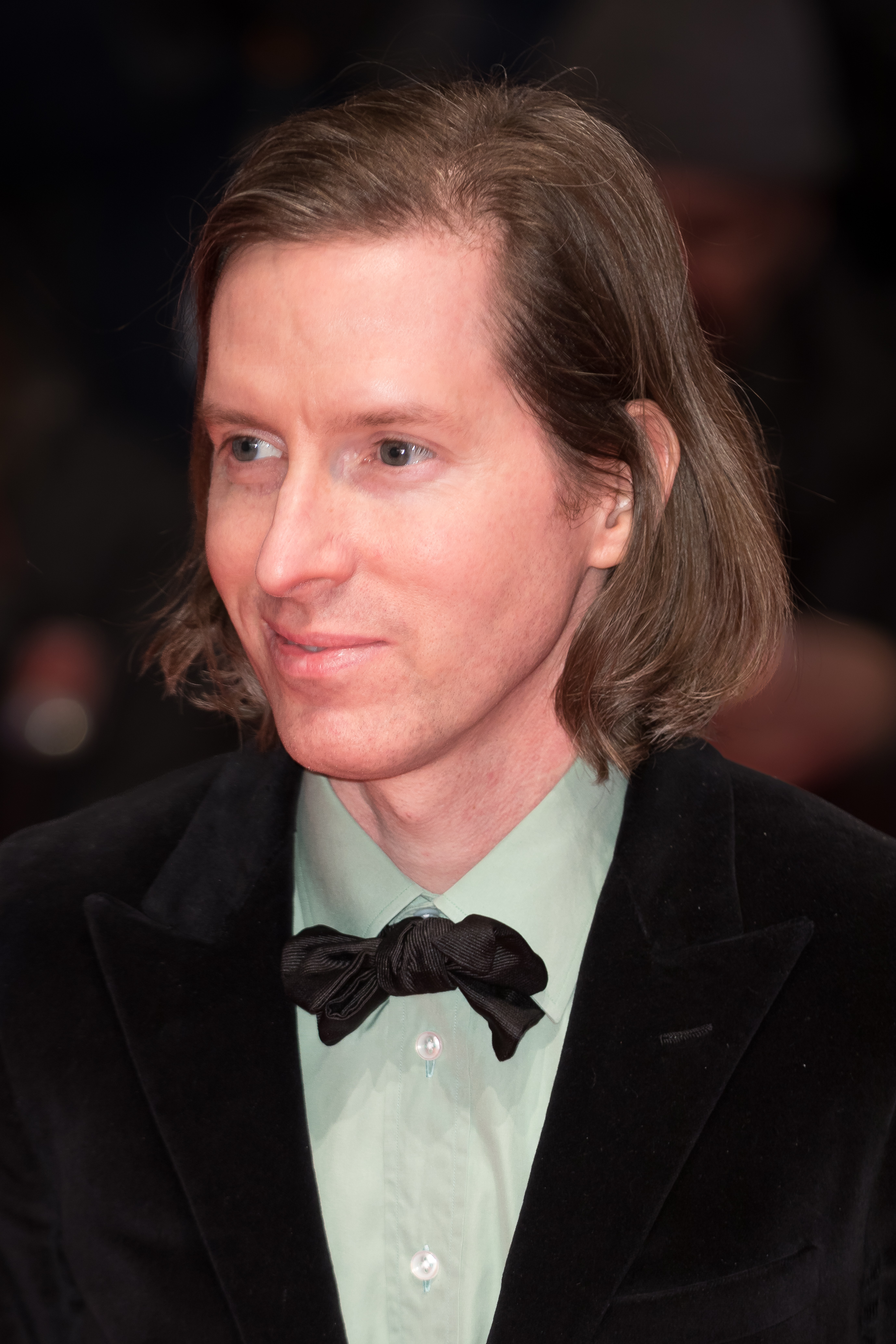
Wes Anderson bei der Berlinale 2018

Wesley Wales „Wes“ Anderson (* 1. Mai 1969 in Houston, Texas) ist ein US-amerikanischer Filmproduzent, Drehbuchautor und Regisseur von Kinofilmen und Werbespots.

## Leben
Anderson studierte Philosophie an der University of Texas at Austin, wo er seinen späteren Arbeitspartner Owen Wilson kennen lernte. Zusammen schrieben sie das Drehbuch zum Kurzfilm Bottle Rocket (1994), der von Anderson 1996 zum gleichnamigen Spielfilm verarbeitet wurde. Die beiden folgenden Kinofilme Rushmore (1998) und Die Royal Tenenbaums (2001) entstammen ebenfalls den Federn von Anderson und Wilson; für den zuletzt genannten erhielten die beiden eine Oscar-Nominierung als Drehbuchautoren.
2005 erschien Die Tiefseetaucher (2004) in den deutschen Kinos, bei dem Owen Wilson erstmals nicht am Drehbuch beteiligt war. Im selben Jahr fungierte Anderson als Filmproduzent des erfolgreichen Independent-Films Der Tintenfisch und der Wal mit Laura Linney und Jeff Daniels in den Hauptrollen. 2007 stellte Anderson mit Darjeeling Limited seine sechste Regiearbeit fertig. Die tragikomische Geschichte um drei US-amerikanische Brüder, gespielt von Owen Wilson, Adrien Brody und Jason Schwartzman, die sich auf einen Selbstfindungstrip nach Indien begeben, war 2007 u. a. im Wettbewerb der 64. Filmfestspiele von Venedig vertreten, blieb aber unprämiert.
2009 legte Anderson mit Der fantastische Mr. Fox die Verfilmung der gleichnamigen Erzählung von Roald Dahl vor. Sie wurde im darauffolgenden Jahr in der Kategorie Bester Animationsfilm für den Oscar nominiert.
2012 stellte Anderson mit Moonrise Kingdom seinen siebten Spielfilm fertig, für den er zusammen mit Roman Coppola das Drehbuch verfasste. Die Geschichte ist an der Küste Neuenglands des Jahres 1965 angesiedelt und erzählt von zwei Zwölfjährigen (gespielt von Kara Hayward und Jared Gilman), die sich verlieben und in die Wildnis durchbrennen, woraufhin die Gemeinschaft (dargestellt von u. a. Edward Norton, Bruce Willis, Bill Murray, Tilda Swinton, Frances McDormand, Harvey Keitel, Jason Schwartzman und Bob Balaban) die Verfolgung aufnimmt. Moonrise Kingdom eröffnete im Mai 2012 die 65. Internationalen Filmfestspiele von Cannes.
Die Dreharbeiten zu Grand Budapest Hotel, in dem neben Bill Murray und Owen Wilson u. a. auch Ralph Fiennes und Jude Law mitwirkten, wurden im Januar 2013 in Görlitz begonnen. Als Kulisse für das titelgebende Hotel diente das dortige Jugendstilkaufhaus. Für die darin gefilmten Szenen habe er sich von der Atmosphäre in Ingmar Bergmans Drama Das Schweigen inspirieren lassen, sagt Anderson. Der Film wurde am 6. Februar 2014 als Eröffnungsfilm der 64. Berlinale uraufgeführt und erhielt am 15. Februar 2014 den Großen Preis der Berlinale-Jury. Am 11. Januar 2015 wurde er mit dem Golden Globe Award in der Kategorie Bester Film/Musical und Komödie ausgezeichnet.
Im Jahr 2016 fanden drei seiner Filme (Die Royal Tenenbaums, Moonrise Kingdom, Grand Budapest Hotel) bei der BBC-Wahl zu den 100 bedeutendsten Filmen des 21. Jahrhunderts Berücksichtigung.
2018 eröffnete Anderson die 68. Internationalen Filmfestspiele Berlin mit dem Animationsfilm Isle of Dogs – Ataris Reise, der in einem Japan der Zukunft angesiedelt ist. Der Film stellt den zwölfjährigen Pflegesohn eines korrupten Bürgermeisters in den Mittelpunkt, der sich auf die Reise zu einer riesigen Mülldeponie begibt, auf die durch einen Regierungserlass alle Hunde der Stadt verbannt wurden. Isle of Dogs – Ataris Reise, u. a. mit Bryan Cranston, Edward Norton, Liev Schreiber, Bill Murray, Bob Balaban, Jeff Goldblum, Scarlett Johansson, Ken Watanabe, Greta Gerwig, Frances McDormand und Yoko Ono in Sprechrollen, brachte ihm auf der Berlinale den Preis für die beste Regie ein.
Für seine Spielfilme The French Dispatch (2021) und Asteroid City (2023) erhielt er weitere Einladungen in den Wettbewerb und die Goldene Palme des Filmfestivals von Cannes. Der Kurzfilm Ich sehe was, was du nicht siehst (2023) wurde außer Konkurrenz in das Programm des Festivals von Venedig aufgenommen und brachte ihm 2024 den entsprechenden Oscar ein. Das Werk ist Teil einer Tetralogie von Verfilmungen von Kurzgeschichten des britischen Autors Roald Dahl auf dem Streamingdienst Netflix.
2025 erhielt Anderson für seinen Ensemblefilm The Phoenician Scheme abermals eine Einladung in den Hauptwettbewerb des 78. Filmfestivals von Cannes.

## Filmografie

### Spielfilme
- 1996: Durchgeknallt (Bottle Rocket)
- 1998: Rushmore
- 2001: Die Royal Tenenbaums (The Royal Tenenbaums)
- 2004: Die Tiefseetaucher (The Life Aquatic with Steve Zissou)
- 2007: Darjeeling Limited (The Darjeeling Limited)
- 2009: Der fantastische Mr. Fox (Fantastic Mr. Fox)
- 2012: Moonrise Kingdom
- 2014: Grand Budapest Hotel (The Grand Budapest Hotel)
- 2018: Isle of Dogs – Ataris Reise (Isle of Dogs)
- 2021: The French Dispatch
- 2023: Asteroid City
- 2025: Der phönizische Meisterstreich (The Phoenician Scheme)

### Kurzfilme
- 1994: Bottle Rocket
- 2007: Hotel Chevalier
- 2013: Castello Cavalcanti
- 2023: Ich sehe was, was du nicht siehst (The Wonderful Story of Henry Sugar)
- 2023: Der Schwan (The Swan)
- 2023: Der Rattenfänger (The Rat Catcher)
- 2023:  Gift (Poison)

## Wiederholte Zusammenarbeit
| Künstler                          | Durchge. I   | Rush II      | Royal III    | Tiefsee. IV  | Darjeeling V | Fox VI       | Moonrise VII | Grand VIII   | Dogs IX      | Dispatch X   | Asteroid XI  | Phönizisch. XII |
| Schauspieler                      | Schauspieler | Schauspieler | Schauspieler | Schauspieler | Schauspieler | Schauspieler | Schauspieler | Schauspieler | Schauspieler | Schauspieler | Schauspieler | Schauspieler    |
| --------------------------------- | ------------ | ------------ | ------------ | ------------ | ------------ | ------------ | ------------ | ------------ | ------------ | ------------ | ------------ | --------------- |
| Bill Murray                       |              | x            | x            | x            | x            | x            | x            | x            | x            | x            |              | x               |
| Owen Wilson                       | x            | x            | x            | x            | x            | x            |              | x            |              | x            |              |                 |
| Eric Chase Anderson               |              | x            | x            | x            | x            | x            | x            |              |              |              |              |                 |
| Jason Schwartzman                 |              | x            | x            |              | x            | x            | x            | x            | x            | x            | x            |                 |
| Kumar Pallana                     | x            | x            | x            |              | x            |              |              |              |              |              |              |                 |
| Wallace Wolodarsky                |              | x            |              |              | x            | x            |              | x            |              |              |              |                 |
| Willem Dafoe                      |              |              |              | x            |              | x            |              | x            |              | x            | x            | x               |
| Adrien Brody                      |              |              |              |              | x            | x            |              | x            |              | x            | x            |                 |
| Anjelica Huston                   |              |              | x            | x            | x            |              |              |              |              | x            |              |                 |
| Waris Ahluwalia                   |              |              |              | x            | x            |              |              | x            |              |              |              |                 |
| Seymour Cassel                    |              | x            | x            | x            |              |              |              |              |              |              |              |                 |
| Andrew Wilson                     | x            | x            | x            |              |              |              |              |              |              |              |              |                 |
| Luke Wilson                       | x            | x            | x            |              |              |              |              |              |              |              |              |                 |
| Edward Norton                     |              |              |              |              |              |              | x            | x            | x            | x            | x            |                 |
| Jeff Goldblum                     |              |              |              | x            |              |              |              | x            | x            |              | x            |                 |
| Harvey Keitel                     |              |              |              |              |              |              | x            | x            | x            |              |              |                 |
| Tilda Swinton                     |              |              |              |              |              |              | x            | x            | x            | x            | x            |                 |
| Bob Balaban                       |              |              |              |              |              |              | x            | x            | x            | x            | x            |                 |
| Frances McDormand                 |              |              |              |              |              |              | x            |              | x            | x            |              |                 |
| Léa Seydoux                       |              |              |              |              |              |              |              | x            | x            | x            |              |                 |
| F. Murray Abraham                 |              |              |              |              |              |              |              | x            | x            |              |              | x               |
| Tony Revolori                     |              |              |              |              |              |              |              | x            |              | x            | x            |                 |
| Liev Schreiber                    |              |              |              |              |              |              |              |              | x            | x            | x            |                 |
| Mathieu Amalric                   |              |              |              |              |              |              |              | x            |              | x            |              | x               |
| Saoirse Ronan                     |              |              |              |              |              |              |              | x            |              | x            |              |                 |
| Volker Zack                       |              |              |              |              |              |              |              | x            |              |              |              | x               |
| Scarlett Johansson                |              |              |              |              |              |              |              |              | x            |              | x            | x               |
| Bryan Cranston                    |              |              |              |              |              |              |              |              | x            |              | x            | x               |
| Jeffrey Wright                    |              |              |              |              |              |              |              |              |              | x            | x            | x               |
| Steve Park                        |              |              |              |              |              |              |              |              |              | x            | x            | x               |
| Benicio del Toro                  |              |              |              |              |              |              |              |              |              | x            |              | x               |
| Rupert Friend                     |              |              |              |              |              |              |              |              |              | x            |              | x               |
| Antonia Desplat                   |              |              |              |              |              |              |              |              |              | x            |              | x               |
| Tom Hanks                         |              |              |              |              |              |              |              |              |              |              | x            | x               |
| Hope Davis                        |              |              |              |              |              |              |              |              |              |              | x            | x               |
| Stabsmitglieder                   |              |              |              |              |              |              |              |              |              |              |              |                 |
| Mark Mothersbaugh (Filmmusik)     | x            | x            | x            | x            |              |              |              |              |              |              |              |                 |
| Alexandre Desplat (Filmmusik)     |              |              |              |              |              | x            | x            | x            | x            | x            | x            | x               |
| Roman Coppola (Drehbuchautor)     |              |              |              | x            | x            | x            | x            |              | x            |              | x            | x               |
| Owen Wilson (Drehbuchautor)       | x            | x            | x            |              |              |              |              |              |              |              |              |                 |
| Noah Baumbach (Drehbuchautor)     |              |              |              | x            |              | x            |              |              |              |              |              |                 |
| Jason Schwartzman (Drehbuchautor) |              |              |              |              |              | x            |              |              |              |              |              |                 |